# Some Dreams
『Some Dreams』（サム・ドリームズ）は、イヤホンズの2枚目のアルバム。2018年3月14日に、EVIL LINE RECORDSよりリリースされた。

## 概要
通称「サムド」。
5thシングル『一件落着ゴ用心』から約1年ぶりの新譜であり、アルバム発売は前作の『MIRACLE MYSTERY TOUR』から約2年4ヶ月ぶりとなる。
アルバムには新曲6曲のほか、2017年に放映されたテレビアニメ『AKIBA'S TRIP -THE ANIMATION-』の主題歌・「一件落着ゴ用心」、「サンキトウセン!」をはじめとした既存の曲かつアルバム未収録の曲6曲が収録されている。また、前作ではシングルのカップリング曲は一切収録されていなかったが、今作では4thシングル『予め失われた僕らのバラッド』より「Yummy Yummy Party」と「ヨロコビノウタ」、5thシングル『一件落着ゴ用心』より「理想郷物語」（ユートピアモノガタリ）が収録されている。
販売形態は【通常盤】に加え、【初回限定盤】【月世界旅行楽団LIVE盤】がある。
【初回限定盤】には【通常盤】と同様のディスクと、これまでイヤホンズが発表してきたカバー楽曲・コラボ楽曲・ソロ楽曲などを収録したディスクが同梱されている。
【月世界旅行楽団LIVE盤】には【通常盤】と同様のディスクと、2017年6月18日に開催されたイヤホンズ2周年記念ライブ『月世界旅行楽団』の模様を全編映像化したブルーレイ・ディスクが同梱されている。なお、これはKING e-SHOPのみでの販売となっている。

## 収録曲
1. 新次元航路
  - 作詞：只野菜摘／作曲・編曲：月蝕會議
  - 本アルバムのリード曲。『海賊』がテーマであり、メンバー3人が16ものキャラクターを演じ分けている。
  - のちに作曲担当の月蝕會議がセルフカバーし、楽曲は『月蝕會議 2018年度議事録』に収録されている。
  - テレビ東京系『勇者ああああ』2018年4月度エンディングテーマ
2. 理想郷物語（ユートピアモノガタリ）
  - 作詞・作曲・編曲：山田高弘
  - 5thシングル「一件落着ゴ用心」のカップリング曲。アルバム初収録。
3. 一件落着ゴ用心
  - 作詞：只野菜摘／作曲・編曲：横山克／客演：串田アキラ
  - 5thシングル「一件落着ゴ用心」表題曲。アルバム初収録。
  - テレビアニメ『AKIBA'S TRIP -THE ANIMATION-』OP主題歌、テレビアニメ『アニメガタリズ』挿入歌。
4. ミーチャイキュットンティーガプリウテグバンコ
  - 作詞：こだまさおり／作曲：山田高弘／編曲：齋藤慎也
  - PS4用ソフト『神獄塔 メアリスケルター2』予約特典ゲーム『恋獄塔 めありーすけるたー』主題歌
5. あたしのなかのものがたり
  - 作詞・作曲・編曲：三浦康嗣（□□□）
  - 『人生の分岐点』に立つ一人の女性（演 - 高野麻里佳）と、『安定の道』を進んだ未来の自分（演 - 長久友紀）、『冒険の道』を進んだ未来の自分（演 - 高橋李依）が織りなす、ストーリー性のあるミュージカルや日本語ラップなどの要素を取り入れたポップ・ミュージック。
  - イヤホンを装着して聴くと高橋の声は左側のみから、長久の声は右側のみからと、左右の声の聴こえ方が全く異なっており、公式で認める『イヤホン推奨』の曲となっている。
  - 3rdアルバム『Theory of evolution』では、この楽曲の要素を踏襲した楽曲「記憶」が制作され、同アルバムの【初回限定 進化の過程盤】には「あたしのなかのものがたり」が収録された。
  - 2022年1月28日より、ソニーの立体音響技術・360 Reality Audioに対応した音源をリリース。
6. Fuwa くちゃ Dreamer
  - 作詞・作曲：小坂明子／編曲：小坂明子、富永航大
7. 予め失われた僕らのバラッド
  - 作詞：桑原永江／作曲・編曲：エンドウ.
  - 4thシングル「予め失われた僕らのバラッド」表題曲。アルバム初収録。
  - PS Vita用ソフト『神獄塔 メアリスケルター』主題歌。
8. ウィッチクラフト《テオフィルの奇蹟》
  - 作詞・作曲：J・A・シーザー／編曲：J・A・シーザー、a_kira
  - PS4・Nintendo Switch用ソフト『神獄塔 メアリスケルター2』主題歌
  - 3rdアルバム『Theory of evolution』では、「予め失われた僕らのバラッド」とこの楽曲の要素を踏襲した楽曲「渇望のジレンマ」が制作され、また同アルバムの【初回限定 進化の過程盤】には「予め失われた僕らのバラッド」「ウィッチクラフト《テオフィルの奇蹟》」が収録された。
9. Yummy Yummy Party
  - 作詞・作曲：CHI-MEY／編曲：大久保友裕
  - 4thシングル「予め失われた僕らのバラッド」カップリング曲。アルバム初収録。
10. サンキトウセン!
  - 作詞・作曲・編曲：エンドウ.
  - コンピレーション・アルバム『AKIBA'S COLLECTION』収録曲。アルバム初収録。
  - テレビアニメ『AKIBA'S TRIP -THE ANIMATION-』第3話・第12話ED主題歌。
11. ヨロコビノウタ
  - 作詞：岩里祐穂／作曲：フレデリック・フランソワ・ショパン（夜想曲）、ヨハン・パッヘルベル（カノン）、ヨハン・ゼバスティアン・バッハ（G線上のアリア）、クリスティアン・ペツォールト（メヌエット）、ジョルジュ・ビゼー（カルメン）、ジョアキーノ・ロッシーニ（ウィリアム・テル）、ゲオルク・フリードリヒ・ヘンデル（ハレルヤ）、ルートヴィヒ・ヴァン・ベートーヴェン（歓喜の歌）／編曲：エンドウ.
  - 4thシングル「予め失われた僕らのバラッド」カップリング曲。アルバム初収録。
  - PS Vita用ソフト『神獄塔 メアリスケルター』ED主題歌
  - テレビアニメ『AKIBA'S TRIP -THE ANIMATION-』第13話挿入歌。
12. 未来泥棒
  - 作詞・作曲・編曲：RUI＆ROLLY
  - 『人類滅亡後の人工知能の世界』をテーマとした楽曲。ラストでメンバーがロボット調に読み上げている詞は、ROLLYが所属しているロックバンドグループ・すかんちの楽曲「ロビタ」の歌詞の一部をそのまま引用したものである。
  - 後にROLLYがセルフカバーしており、楽曲はアルバム『ROLLY'S ROCK WORKS』に収録されている。
  - PS4・Nintendo Switch用ソフト『神獄塔 メアリスケルター2』ED主題歌。

### Blu-ray Disc【月世界旅行楽団LIVE盤】
- イヤホンズ2周年記念ライブ『月世界旅行楽団』の映像を全編収録。

### Disc 2【初回限定盤】
【イヤホンズのMUSIC TRIP】と称し、これまで全国流通CDには収録されなかったカバー曲やソロ曲をメンバーらによる紹介と共に収録。
- 残酷な天使のテーゼ
  - 作詞：及川眠子／作曲：佐藤英敏／編曲：横山克
  - 高橋洋子のカバー。イヤホンズの初カバー曲。本アルバム発売より前に、mora限定で配信していた。
- 現象のブレイド
  - 作詞：大槻ケンヂ／作曲・編曲：NARASAKI
  - 大槻ケンヂとのコラボ曲。『大槻ケンヂとイヤホンズ』名義で2016年4月20日より配信している。CDへの収録は初。
- 乙女のポリシー
  - 作詞：芹沢類／作曲・編曲：永井ルイ
  - 石田燿子のカバー。本人のボーカルも合わせたバージョンがインターネット配信されている。
- パラレルギャロップ
  - 作詞・作曲・編曲：月世界旅行楽団
  - 高橋李依のソロ曲。『メリーゴーランド』がテーマ。
- UNRULY COASTER
  - 作詞・作曲・編曲：月世界旅行楽団
  - 高野麻里佳のソロ曲。『ジェットコースター』がテーマ。
- いーあるさんせっと
  - 作詞・作曲・編曲：月世界旅行楽団
  - 長久友紀のソロ曲。『観覧車』がテーマ。
- 応援歌!
  - 作詞：あさのますみ／作曲・編曲：月蝕會議
  - 漫画『それが声優! 2017 FINAL 君に届くように』イメージソング。
  - 後に月蝕會議によってセルフカバーされ、楽曲はアルバム『月蝕會議2017年度議事録』に収録されている。

## Some Dreams Tour 2018 -新次元の未来泥棒ども-
2018年6月から7月にかけて、本作を引っさげた3周年記念ライブツアーを開催。イヤホンズのワンマンライブという形では初となる東京、名古屋、大阪で公演を行う「東名阪ツアー」を敢行。
2周年記念ライブ『月世界旅行楽団』から引き続き、バックバンドが生演奏するパフォーマンスを取り入れ、本公演ではイヤホンズへの楽曲提供もしているクリエイターギルドバンド・月蝕會議が全公演にわたってバックバンドを担当した。
2019年7月3日発売の6thシングル『チュラタ チュラハ』で、東京公演のみ映像化し収録された。
- 出演

イヤホンズ（高野麻里佳・高橋李依・長久友紀）
- バックバンド

月蝕會議（エンドウ.・billy・鳥男・楠瀬タクヤ・岩田アッチュ）
- ゲスト出演

小坂明子（大阪公演）
串田アキラ（東京公演）
大槻ケンヂ（東京公演）
永井ルイ（東京公演）
ハローキティ（東京公演）
- セットリスト

【名古屋公演】（6月17日、NAGOYA ReNY limited）
M1. 新次元航路
M2. 理想郷物語
M3. 一件落着ゴ用心
M4. ミーチャイキュットンティーガプリウテグバンコ
M5. あたしのなかのものがたり
M6. Fuwa くちゃ Dreamer
M7. パラレルギャロップ（高橋李依）
M8. UNRULY COASTER（高野麻里佳）
M9. いーあるさんせっと（長久友紀）
M10. 予め失われた僕らのバラッド
M11. ウィッチクラフト《テオフィルの奇蹟》
M12. Yummy Yummy Party
M13. サンキトウセン!
M14. ヨロコビノウタ
M15. 未来泥棒
EN.1 ススメ! 音羽少女隊
EN.2 応援歌!
【大阪公演】（6月24日、umeda TRAD）
M1. 新次元航路
M2. 理想郷物語
M3. 一件落着ゴ用心
M4. ミーチャイキュットンティーガプリウテグバンコ
M5. あたしのなかのものがたり
M6. Fuwa くちゃ Dreamer（with 小坂明子）
M7. タキシード・ミラージュ（with 小坂明子）
M8. 予め失われた僕らのバラッド
M9. ウィッチクラフト《テオフィルの奇蹟》
M10. Yummy Yummy Party
M11. サンキトウセン!
M12. ヨロコビノウタ
M13. 未来泥棒
EN.1 お買物めっちゃええねんチャンネルのうた
EN.2 応援歌!
【東京公演】（7月7日、豊洲PIT）
M1. 新次元航路
M2. 理想郷物語
M3. 一件落着ゴ用心（with 串田アキラ）
M4. 宇宙刑事ギャバン（with 串田アキラ）
M5. ミーチャイキュットティーガプリウテグバンコ
M6. あたしのなかのものがたり
M7. Fuwa くちゃ Dreamer
M8. 現象のブレイド（with 大槻ケンヂ）
M9. 林檎もぎれビーム!（with 大槻ケンヂ）
M10. 予め失われた僕らのバラッド
M11. ウィッチクラフト《テオフィルの奇蹟》
M12. Yummy Yummy Party
M13. サンキトウセン!
M14. 未来泥棒（with 永井ルイ）
EN.1 それが声優!
EN.2 応援歌!
EN.3 ヨロコビノウタ（with 串田アキラ・大槻ケンヂ・永井ルイ・ハローキティ）